# Larry O'Brien
Larry O'Brien, il cui nome completo era Lawrence Francis O'Brien, Jr. (Springfield, 7 luglio 1917 – New York, 28 settembre 1990), è stato un politico statunitense.
Fu uno dei principali strateghi elettorali per il Partito Democratico degli Stati Uniti. Figlio di immigrati irlandesi, quando non lavorò in politica, O'Brien gestì le proprietà immobiliari della famiglia e si occupò inoltre di pubbliche relazioni.
Nel 1972 il suo ufficio di Washington nella sede del Comitato nazionale del partito Democratico, fu il principale obiettivo del fallito tentativo di effrazione a scopo di spionaggio politico perpetrato da cinque uomini legati al Comitato per la rielezione del Presidente Richard Nixon, che avrebbe dato origine al clamoroso scandalo Watergate.
Divenne Commissario della NBA, la lega professionistica del basket statunitense e mantenne l'incarico fino al 1984. È membro del Naismith Memorial Basketball Hall of Fame dal 1991 in qualità di contributore.

## Politica
Larry O'Brien imparò la politica in gioventù quando suo padre, il quale era il leader di un partito locale, lo recrutò a soli 11 anni per contribuire localmente come volontario nella campagna presidenziale del 1928 di Al Smith. Divenne un appassionato democratico prima di ottenere nel 1942 la laurea in legge alla Northeastern University di Boston.
Fu designato da John Fitzgerald Kennedy nel 1952 come direttore della sua positiva campagna elettorale come senatore in Massachusetts nel 1958 e successivamente anche per la campagna che vide di nuovo la sua rielezione. L'elezione di Kennedy fu largamente attribuita ad O'Brien ed al suo sistema di reclutamento, il suo uso di volontari ed il suo sviluppo della campagna elettorale su scala nazionale. Incominciò nel 1959 a costruire la fondazione per la campagna elettorale del senatore Kennedy girando per gli USA. Sempre da Kennedy fu in seguito chiamato a dirigere la sua campagna presidenziale del 1960. Il suo piano di elezione negli stati chiave come il Wisconsin e la Virginia Occidentale persuase molti nel partito che il fatto che Kennedy fosse cattolico non era un problema.
O'Brien sviluppò una nuova strategia di campagna elettorale per il Convegno Nazionale dei Democratici che divenne un metodo standard per ambo i partiti. Raccolse ogni informazione sui delegati e sui loro sostituti e comunicò frequentemente ogni legame tra le assemblee. Nel 1964 fu designato dal presidente Lyndon B. Johnson per organizzare la sua campagna presidenziale. Nel 1968 fu chiamato anche dal vicepresidente Hubert Humphrey sempre per dirigere la propria campagna presidenziale.
Convinto del principio che quei partiti politici erano fondamentali per il processo politico statunitense, fu eletto nel 1968 e nel 1970 dal Democratic National Committee come suo presidente. Il suo ufficio fu l'obiettivo primario dell'irruzione nel quartier generale del DNC nel 1972 che portò in seguito allo scandalo Watergate. Sembra che lo stesso presidente Richard Nixon avesse richiesto in precedenza ad alcuni suoi collaboratori di incrementare la raccolta di informazioni sensibili e lo spionaggio contro O'Brien per ricercare eventuali prove di una connessione illecita tra il politico democratico e Howard Hughes. Dopo l'effrazione per primo O'Brien parlò di eventi misteriosi che potevano mettere in pericolo la democrazia americana, evidenziò la necessità di esaurienti chiarimenti da parte del partito Repubblicano e della Casa Bianca e richiese subito un risarcimento milionario in una causa civile. 
La sua esperienza politica è narrata nel libro No Final Victories: a Life in Politics-From John F. Kennedy to Watergate, pubblicato nel 1974 da DoubleDay & Company. Il Lawrence O'Brien Award fu creato nel 1992 dalla sua famiglia e dai leader del partito democratico come riconoscenza per i molti anni di servizio e la sua fede nell'importante contributo dei volontari.

## Governo
La sua prima carica gli venne assegnata da Foster Furcolo nel 1948 come assistente amministrativo a Washington e nel 1960 fu incaricato da Kennedy di recrutare lo staff per la sua amministrazione ed in seguito, nel 1961, divenne il suo assistente speciale per le relazioni congressuali e per il personale. Si diede da fare con successo durante il primo anno di presidenza di Kennedy per lo sviluppo del Comitato per la Camera dei Rappresentanti riguardo alle regole per assicurare una liberale e moderata maggioranza. Lavorò inoltre per la maggioranza supportando l'idea di aumentare il salario minimo.
O'Brien rimase alla Casa Bianca anche dopo l'assassinio di Kennedy quando fu chiamato al servizio dal presidente Johnson. Continuò il servizio fino al 1965. O'Brien fu designato da Johnson come Capo generale delle Poste (U.S.Postmaster General) e restò in servizio fino al 1968. Nel 2004 venne nominata ed aperta una Galleria dell'Archivio Nazionale Amministrativo Lawrence F. O'Brien in sua memoria.

## Sport
Fu nominato nel 1975 commissario della NBA dove diresse la positiva fusione con la American Basketball Association, negoziò la collaborazione televisiva con la CBS e vide incrementare in maniera significante gli spettatori durante le partite. Continuò questo servizio fino al 1984. Il NBA Championship Trophy fu rinominato in Larry O'Brien NBA Championship Trophy in onore al suo servizio per la pallacanestro.

### Eventi della carriera NBA
- La lega si allargò da 18 a 23 squadre con l'aggiunta dei Dallas Mavericks nel 1980
- Coordinò il più ricco contratto televisivo per la NBA (1982)
- Portò la NBA nelle televisioni via cavo (ESPN e USA) nel 1982, facendone così lo sport pioniere
- Modificò il draft collegiale e stabilì la pace nel bel mezzo di un momento caotico per la lega (1976)
- Negoziò la fusione tra NBA e ABA con l'aggiunta di 4 franchigie ABA di Denver, San Antonio, Indiana e New York Nets  con lo scioglimento delle franchigie di Louisville e Saint Louis che avrebbero dovuto entrare a far parte della NBA post fusione
- Introdusse il tetto salariale (1983)
- Creò un sistema equo ed onesto di free agents per veterani
- Gli spettatori annuali NBA raggiunsero quota 10 milioni durante il suo servizio
- Stabilì il programma scolastico collegiale NBA (1980)
- Previde l'utilizzo del tiro da 3 punti nella NBA (1979)
- Eliminò il contrasto manuale ed eliminò la violenza sul campo da gioco durante il periodo in cui fu commissario

## Citazioni
- "I volontari sono essenziali per il successo di ogni campagna politica. Non c'è niente di meglio di avere un surplus di volontari" O'Brien, Campagna per Kennedy, 1960
- "Sono fiero di essere un politico. La politica è l'arte del possibile ed è un'arte intensa e personale" O'Brien, Memorie